# Nicetas (syn Arbabasdesa)
Nicetas (gr.  Νικήτας) – strateg temu Armeniakon w latach 742-743.

## Życiorys
Był drugim synem Anny, córki Leona III Izauryjczyka i Artabasdesa. Jego ojciec w 741 dokonał uzurpacji przejmując władzę w Konstantynopolu. Mianował Nicetasa wodzem armii. 27 maja 743 Artabasdes został pokonany pod Sardes. Wojska Nicetasa zostały rozbite niedaleko Modryny. Wkrótce prawowity cesarz stanął we wrześniu 743 roku pod murami stolicy. Po krótkim oblężeniu Konstantyn 2 listopada 743 wkroczył do stolicy. Nicetas, jego ojciec i brat Nicefor zostali ośmieszeni na hipodromie w Konstantynopolu, a następnie oślepieni.